# Jana Eyrová (film, 2011)
Jana Eyrová (v originálu Jane Eyre) je britský romantický a dramatický film z roku 2011 v hlavní roli s Miou Wasikowskou a Michaelem Fassbenderem. Režisérem filmu je Cary Joji Fukunaga. Scénář napsal Moira Buffini podle stejnojmenného románu od Charlotte Brontëové.
Film měl premiéru 11. března 2011 ve Spojených státech amerických, 9. září 2011 ve Velké Británii a Irsku a 28. července 2011 v České republice.

## Obsazení
- Mia Wasikowska jako Jana Eyrová
- Michael Fassbender jako Edward Rochester
- Jamie Bell jako Jan Křtitel Rivers
- Judi Denchová jako paní Fairfaxová
- Sally Hawkins jako paní Reedová
- Holliday Grainger jako Diana Riversová
- Tamzin Merchant jako Mary Riversová
- Simon McBurney jako pan Brocklehurst
- Imogen Poots jako Blanche Ingramová
- Sophie Wardová jako Lady Ingramová
- Jayne Wisener jako Bessie Lee
- Amelia Clarkson jako mladá Jana
- Romy Settbon Moore jako Adélka Varensová
- Freya Parks jako Helen Burnsová
- Harry Lloyd jako Richard Mason
- Valentina Cervi jako Bertha Masonová
- Craig Roberts jako John Reed

## Recenze
- Zdenka Danková, velkaepocha.sk, 4. srpna 2011,  [1]
- Mirka Spáčilová, IDNES.cz, 29. července 2011,  [2]
- Iva Baslarová, Aktuálně.cz, 30. července 2011,  [3]
- Iveta Hajlichová, filmaniak.cz, 29. července 2011,  [4]

## Ocenění
| Rok  | Cena                                                   | Kategorie                                          | Účastník                                                                         | Výsledek  |
| ---- | ------------------------------------------------------ | -------------------------------------------------- | -------------------------------------------------------------------------------- | --------- |
| 2011 | National Board of Review Awards                        | Cena reflektorů                                    | Michael Fassbender (Také za filmy Stud, Nebezpečná metoda a X-Men: První třída)  | vítězství |
| 2011 | Satellite Awards                                       | Nejlepší kostýmy                                   | Michael O'Connor                                                                 | nominace  |
| 2011 | British Independent Film Awards                        | Nejlepší herečka                                   | Mia Wasikowska                                                                   | nominace  |
| 2011 | Los Angeles Film Critics Association Awards            | Nejlepší herec                                     | Michael Fassbender (Také za filmy Stud, Nebezpečná metoda a X-Men: První třída)  | vítězství |
| 2012 | Central Ohio Film Critics Association Awards           | Herec roku                                         | Michael Fassbender {(Také za filmy Stud, Nebezpečná metoda a X-Men: První třída) | nominace  |
| 2012 | Goya Awards                                            | Nejlepší evropský film                             |                                                                                  | nominace  |
| 2012 | Australian Academy of Cinema and Television Arts Award | Nejlepší mezinárodní herečka                       | Mia Wasikowska                                                                   | nominace  |
| 2012 | Evening Standard British Film Awards                   | Nejlepší herec                                     | Michael Fassbender (Také za film Stud)                                           | vítězství |
| 2012 | Evening Standard British Film Awards                   | London Film Museum Award for Technical Achievement | Michael O'Connor                                                                 | nominace  |
| 2012 | BAFTA                                                  | Kostýmy                                            | Michael O'Connor                                                                 | nominace  |
| 2012 | Oscar                                                  | Oscar za nejlepší kostýmy                          | Michael O'Connor                                                                 | nominace  |
| 2012 | Sant Jordi Award                                       | Nejlepší zahraniční herec                          | Michael Fassbender (Také za filmy Nebezpečná metoda a X-Men: První třída)        | vítězství |